# گلیز ۵۸۱ سی
گلیز ۵۸۱ سی، سیاره‌ای است که درون منظومهٔ گلیز ۵۸۱ گردش می‌کند. گلیز ۵۸۱ سی، دومین سیارهٔ کشف‌ شدهٔ این منظومه و سومین سیاره از نظر نزدیکی به ستاره‌اش است و با داشتن جرمی حداقل ۵٫۵ برابر زمین به عنوان یک ابر‌زمین دسته‌بندی می‌شود.
گلیز ۵۸۱ سی علاقهٔ ستاره‌شناسان را به خود جلب کرده‌ است، زیرا از آن به عنوان یک سیارهٔ بالقوهٔ شبیه به زمین در منطقهٔ قابل سکونت ستاره‌اش یاد می‌شود. با داشتن دمای مناسب برای مایع بودن آب در سطح سیاره، توانایی حمایت از اشکال اکسترموفیل حیات زمینی را دارد؛ با این وجود تحقیقات بیشتر شبهاتی در مورد سکونت‌پذیری آن وارد می‌کند. سیاره به دور خود نمی‌چرخد و به نوعی قفل شده‌است؛ بنابراین یک سمت آن همواره به سمت ستاره‌اش قرار می گیرد و سمت دیگر آن همواره تاریک است؛ بنابراین اگر حیات فرصت به وجود آمدن کسب کرده باشد؛ بهترین امید برای ماندگاری آن قرارگیری آن در منطقهٔ «گرگ و میش» است.
منظومهٔ گلیز ۵۸۱ حدود  ۲۰٫۳۷ سال نوری (معادل ۱۹۲ تریلیون کیلومتر یا ۱۱۹ تریلیون مایل) با زمین فاصله دارد و از نظر کیهان‌شناسی در فواصل نسبتاً نزدیک به زمین قرار می‌گیرد. این منظومه در صورت فلکی ترازو جای دارد. فاصلهٔ منظومه نسبت به زمین و مختصات مِیل و بُعد آن مکان دقیق آن را در کهکشان ما قرار می‌دهد.

## کشف
سیارهٔ گلیز ۵۸۱ سی با روش سرعت شعاعی کشف شده‌ است. همچنین جرم تقریبی سیاره نیز با همین روش اندازه‌گیری شد. گروه محقق یافته‌های خود را در  تاریخ ۲۷ آوریل ۲۰۰۷ منتشر کرد.